# Гок-Джанкшен
48°04′59″ пн. ш. 84°33′00″ зх. д. / 48.083° пн. ш. 84.55° зх. д.
Гок-Джанкшен — громада з місцевим управлінням послуг у канадській провінції Онтаріо, розташована на північ від шосе 101, приблизно за 30 км на схід від Вави .
Громада була створена людьми італійського, шотландського та французького походження в 1909 році, коли через цей район була прокладена Центральна залізниця Алґоми. У 1923-1924 рр. поселення було знищене пожежею. Громада була відновлена і тепер є терміналом для Центральної залізниці Алґоми.
У вересні 2017 року останній діючий бізнес, готель Big Bear, закрився, залишивши Гок-Джанкшен без крамниць та послуг. Жителям потрібно їхати до сусіднього міста Вава для отримання будь-яких послуг. Це популярна відправна точка для полювання та риболовлю. Взимку Гок-Джанкшен — основна точка висадки снігоходів. Big Bear знову відкрив свої двері за нового власника.